# فارمفيل (فيرجينيا)
فارمفيل (بالإنجليزية: Farmville, Virginia)‏ هي بلدة أمريكية تقع في الولايات المتحدة في فيرجينيا. يقدر عدد سكانها بـ 8,216 نسمة ومساحتها 18.2 كم2 وترتفع عن سطح البحر 107 متر.

## التركيبة السكانية
حدّد مكتب تعداد الولايات المتحدة بيانات التركيبة السكانية لفارمفيل في تعداد الولايات المتحدة. في ما يلي، التركيبة السكانية حسب تعدادي 2000 و2010.

### تعداد عام 2000
بلغ عدد سكان فارمفيل 6,845 نسمة بحسب تعداد عام 2000، وبلغ عدد الأسر 2,050 أسرة وعدد العائلات 1,074 عائلة مقيمة في البلدة. في حين سجلت الكثافة السكانية 338 نسمة لكل كيلومتر مربع (875.4/ميل2). وبلغ عدد الوحدات السكنية 2,294 وحدة بمتوسط كثافة قدره 113.3 لكل كيلومتر مربع (293.4/ميل2).
وتوزع التركيب العرقي للبلدة بنسبة 71.07% من البيض و25.68% من الأمريكيين الأفارقة و0.20% من الأمريكيين الأصليين و1.05% من الأمريكيين ذوي الأصول الآسيوية و0.26% من سكان جزر المحيط الهادئ و0.48% من الأعراق الأخرى و1.24% من عرقين مختلطين أو أكثر و1.26% من الهسبانيون أو اللاتينيون من أي عرق.
بلغ عدد الأسر 2,050 أسرة كانت نسبة 27.8% منها لديها أطفال تحت سن الثامنة عشر تعيش معهم، وبلغت نسبة الأزواج القاطنين مع بعضهم البعض 32.5% من أصل المجموع الكلي للأسر، ونسبة 17.4% من الأسر كان لديها معيلات من الإناث دون وجود شريك،  بينما كانت نسبة 2.5% من الأسر لديها معيلون من الذكور دون وجود شريكة وكانت نسبة 47.6% من غير العائلات. تألفت نسبة 38.6% من أصل جميع الأسر من عدة أفراد يعيشون في نفس المنزل ونسبة 16.4% كانت تتألف من شخص يعيش بمفرده يبلغ من العمر 65 عاماً أو أكثر. وبلغ متوسط حجم الأسرة المعيشية 2.15، أما متوسط حجم العائلات فبلغ 2.84.
بلغ العمر الوسطي للسكان 22.4 عاماً. وكانت نسبة 14.7% من القاطنين تحت سن الثامنة عشر، وكانت نسبة 8.3% بين الثامنة عشر والرابعة والعشرين عاماً، ونسبة 16.2% كانت واقعةً في الفئة العمرية ما بين الخامسة والعشرين والرابعة والأربعين عاماً، ونسبة 13.5% كانت ما بين الخامسة والأربعين والرابعة والستين، ونسبة 11.7% كانت ضمن فئة الخامسة والستين عاماً فما فوق. يوجد لكل 100 أنثى 78.7 ذكر، ويوجد لكل 100 أنثى في الثامنة عشر من عمرها فما فوق 74.9 ذكر.
بلغ متوسط دخل الأسرة في البلدة 26,343 دولارًا، أما متوسط دخل العائلة فبلغ 33,000 دولارًا. وكان متوسط دخل الذكور 30,974 دولارًا مقابل 20,764 دولارًا للإناث. وسجل دخل الفرد الخاص بالبلدة 13,552 دولارًا. وكانت نسبة 19.9% من العائلات ونسبة 22% من السكان تحت خط الفقر، وكان من هؤلاء نسبة 26.3% تحت سن الثامنة عشر ونسبة 11.7% في الخامسة والستين من العمر وما فوق.

### تعداد عام 2010
بلغ عدد سكان فارمفيل 8,216 نسمة بحسب تعداد عام 2010، وبلغ عدد الأسر 2,634 أسرة وعدد العائلات 1,162 عائلة مقيمة في البلدة. في حين سجلت الكثافة السكانية 405.7 نسمة لكل كيلومتر مربع (1,050.8/ميل2). وبلغ عدد الوحدات السكنية 2,885 وحدة بمتوسط كثافة قدره 142.5 لكل كيلومتر مربع (369.1/ميل2).
وتوزع التركيب العرقي للبلدة بنسبة 72.31% من البيض و23.83% من الأمريكيين الأفارقة و0.35% من الأمريكيين الأصليين و1.23% من الأمريكيين ذوي الأصول الآسيوية و0.12% من سكان جزر المحيط الهادئ و0.63% من الأعراق الأخرى و1.52% من عرقين مختلطين أو أكثر و2.34% من الهسبانيون أو اللاتينيون من أي عرق.
بلغ عدد الأسر 2,634 أسرة كانت نسبة 22.3% منها لديها أطفال تحت سن الثامنة عشر تعيش معهم، وبلغت نسبة الأزواج القاطنين مع بعضهم البعض 26% من أصل المجموع الكلي للأسر، ونسبة 14.6% من الأسر كان لديها معيلات من الإناث دون وجود شريك،  بينما كانت نسبة 3.5% من الأسر لديها معيلون من الذكور دون وجود شريكة وكانت نسبة 55.9% من غير العائلات. تألفت نسبة 38.7% من أصل جميع الأسر من عدة أفراد يعيشون في نفس المنزل ونسبة 16.5% كانت تتألف من شخص يعيش بمفرده يبلغ من العمر 65 عاماً أو أكثر. وبلغ متوسط حجم الأسرة المعيشية 2.18، أما متوسط حجم العائلات فبلغ 2.90.
بلغ العمر الوسطي للسكان 22.2 عاماً. وكانت نسبة 12.9% من القاطنين تحت سن الثامنة عشر، وكانت نسبة 46.1% بين الثامنة عشر والرابعة والعشرين عاماً، ونسبة 15% كانت واقعةً في الفئة العمرية ما بين الخامسة والعشرين والرابعة والأربعين عاماً، ونسبة 14.1% كانت ما بين الخامسة والأربعين والرابعة والستين، ونسبة 11.9% كانت ضمن فئة الخامسة والستين عاماً فما فوق. وتوزع التركيب الجنسي للسكان بنسبة 40.8% ذكور و59.2% إناث.

## أعلام
- جيمس إدوارد ماسيو وست
- جيم أوستين
- كريس أشوورث
- ويليام هوفمان
- توماس فاونتن بلو
- ويليام دانيال
- ماركوس ماسون
- بيتر وينستون
- توماس ألفرد سميث